# Iwate Grulla Morioka
Maillots
Actualités
Le Iwate Grulla Morioka (いわてグルージャ盛岡) est un club japonais de football basé à Morioka dans la préfecture d'Iwate. Le club évolue en JFL.

## Historique
Dans le but de rejoindre la J.League à l'avenir, en 2003 Villanova Morioka qui appartenait à la deuxième division de la Ligue Tohoku, a été réorganisée et Grulla Morioka a été créé. En 2014, il a rejoint la J.League avec la nouvelle J.League 3 et c'est en 2021 que le club accède en J.League 2 en finissant vice-champion.
Le nom de l'équipe Grulla signifie "grue" en espagnol. Il porte le nom du blason familial "Mukozuru" du clan Nanbu du domaine Morioka, de la spécialité morioka "Jajamen", et du son du "ja", que l'on retrouve souvent dans les dialectes locaux. Deux grues sont également dessinées sur l'emblème, et la forme extérieure asymétrique est basée sur la forme de la préfecture d'Iwate.

## Palmarès
| Compétitions nationales                                 | Compétitions internationales |
| - Championnat du Japon de D3 (0) - Vice-champion : 2021 | - Néant                      |

## Joueurs et personnalités du club

### Entraîneurs
Le tableau suivant présente la liste des entraîneurs du club depuis 2012.
| Rang | Nom              | Période   |
| ---- | ---------------- | --------- |
| 1    | Naoki Naruo      | 2012-2016 |
| 2    | Akihiko Kamikawa | 2016      |

| Rang | Nom             | Période   |
| ---- | --------------- | --------- |
| 3    | Toshimi Kikuchi | 2017-2020 |
| 4    | Yutaka Akita    | 2020-2023 |

| Rang | Nom               | Période |
| ---- | ----------------- | ------- |
| 5    | Yoshika Matsubara | 2023    |

| Rang | Nom                | Période     |
| ---- | ------------------ | ----------- |
| 6    | Tetsuji Nakamikawa | depuis 2023 |

## Bilan saison par saison
Ce tableau présente les résultats par saison du Iwate Grulla Morioka dans les diverses compétitions nationales depuis la saison 2014.
| Saison | Championnat | Championnat | Championnat | Championnat | Championnat | Championnat | Championnat | Championnat | Championnat | Championnat | Coupe du Japon | Coupe de la Ligue |
| Saison | Division    | Pos         | Pts         | J           | V           | N           | D           | BP          | BC          | Diff.       | Coupe du Japon | Coupe de la Ligue |
| ------ | ----------- | ----------- | ----------- | ----------- | ----------- | ----------- | ----------- | ----------- | ----------- | ----------- | -------------- | ----------------- |
| 2014   | J3 League   | 5e          | 45          | 33          | 12          | 9           | 12          | 43          | 39          | +4          | 1er tour       | -                 |
| 2015   | J3 League   | 11e         | 35          | 36          | 8           | 11          | 17          | 36          | 47          | -11         | 1er tour       | -                 |
| 2016   | J3 League   | 13e         | 30          | 30          | 6           | 12          | 12          | 43          | 47          | -4          | 3e tour        | -                 |
| 2017   | J3 League   | 15e         | 29          | 32          | 7           | 8           | 17          | 32          | 49          | -17         | 2e tour        | -                 |
| 2018   | J3 League   | 13e         | 40          | 32          | 9           | 13          | 10          | 36          | 43          | -7          | 1er tour       | -                 |
| 2019   | J3 League   | 18e         | 26          | 34          | 7           | 5           | 22          | 36          | 63          | -27         | 2e tour        | -                 |
| 2020   | J3 League   | 11e         | 42          | 34          | 11          | 9           | 14          | 36          | 47          | -11         | -              | -                 |
| 2021   | J3 League   | 2e          | 53          | 28          | 16          | 7           | 5           | 43          | 28          | +15         | 3e tour        | -                 |
| 2022   | J2 League   | 22e         | 34          | 42          | 9           | 7           | 26          | 35          | 80          | -45         | 3e tour        | -                 |
| 2023   | J3 League   | 10e         | 54          | 38          | 15          | 9           | 14          | 48          | 49          | -1          | 2e tour        | -                 |
| 2024   | J3 League   | 20e         | 22          | 38          | 5           | 7           | 26          | 27          | 80          | -53         | 2e tour        | 1er tour          |
| Saison | Division    | Pos         | Pts         | J           | V           | N           | D           | BP          | BC          | Diff.       | Coupe du Japon | Coupe de la Ligue |
| Saison | Championnat |             |             |             |             |             |             |             |             |             | Coupe du Japon | Coupe de la Ligue |